# ToCROMクリニック
医療法人平心会 ToCROMクリニック（いりょうほうじんへいしんかい とくろむくりにっく）は東京都新宿区に位置する医療法人の診療所である。
臨床試験（治験）に特化した診療所で第I相～第III相試験および製造販売後臨床試験に対応し、各種保険を取り扱った一般診療も行っている。

## 沿革
- 2000年（平成12年）6月 - 東京医薬品臨床開発ビル診療所開設
- 2011年（平成23年）5月 - 東京医薬品臨床開発ビル診療所が医療法人平心会に加入し　医療法人平心会　ToCROMクリニック　に名称変更

## 交通
- 東日本旅客鉄道（JR東日本）・京王電鉄・小田急電鉄・東京地下鉄（東京メトロ）・東京都交通局（都営地下鉄）新宿駅より徒歩15分（約1.3km）。
- 東京都交通局（都営地下鉄）・東京地下鉄（東京メトロ）東新宿駅より徒歩5分（約400m）。

## 関連施設
- 医療法人平心会 大阪治験病院
- 医療法人平心会 OCROMクリニック